# Hulu
Hulu — стриминговый сервис по подписке, принадлежащий The Walt Disney Company.

## Контент
Первоначально начав существование как сервис синдикации, Hulu в 2011 году начал производство оригинальных программ. В 2014 году наметился рост сервиса с выпуском пародийной комедии «Горячие жены», а в следующем году комедий «Сложные люди», «Кураторы общаги» и номинированной на «Золотой глобус» «Без обязательств». Среди оригинальных драматических сериалов — «Восточный Лос Хай» (с 2013), «11.22.63» (2016) и «Путь» (с 2016), «Рассказ служанки» (с 2017). Также Hulu демонстрирует «Проект Минди», переехавший с Fox и «Нэшвилл» (с ABC).
14 января 2021 года было объявлено, что после эксклюзивного 3-недельного проката в IMAX, 19 февраля на Hulu будет выпущен фильм «Земля кочевников».

## История

### Ранние годы
В основании Hulu участвовали Брюс Кэмпбелл, Питер Чернин, Дж. Б. Перретта,, Майк Лэнг, Бет Комсток, Джорджа Клявкоффа, Даррена Фехера и Джейсона Килара. Hulu был анонсирован в марте 2006 года, компании AOL, NBC Universal, Facebook, MSN, Myspace и Yahoo! планировалось как «первоначальные партнёры по дистрибуции». Джейсон Килар был назначен генеральным директором Hulu в конце 2007 года.
Название Hulu было выбрано в конце августа 2007 года, когда веб-сайт заработал только с объявлением и без контента. Пользователям было предложено оставить свои адреса электронной почты для предстоящего бета-тестирования. В октябре 2007 года Hulu начал частное бета-тестирование по приглашению, а позже разрешил пользователям приглашать друзей. Для общего доступа в США сервис был запущен 12 марта 2008 г.. Первым продуктом, который был запущен, была сеть HULU Syndication, которая была спроектирована и разработана командой NBC Universal 29 октября 2007 года, за которой последовал сайт направлений Hulu.com.
Hulu провёл рекламную кампанию, запустив рекламу с Алеком Болдуином во время показа на NBC Super Bowl XLIII.
В июле 2007 года владеющая Newport Television Providence Equity Partners приобрела 10 % компании за 100 млн долл. С этими инвестициями пришло место в совете директоров, где Providence действовал как «независимый голос». В апреле 2009 года The Walt Disney Company присоединилась к акционерам Hulu с планами продвигать контент от ABC, ESPN и Disney Channel. .
В начале 2010 года исполнительный директор Hulu Джейсон Килар сообщил о получении сервисом прибыль за два квартала, и что к лету 2010 года выручка компании может превысить 100 млн долл., то есть больше её дохода за весь 2009 год. По данным ComScore, в январе 2010 года ежемесячный просмотр видеопотоков достиг 903 млн, что более чем в три раза превышало показатель прошлого года и уступало по темпам роста лишь YouTube.
16 августа 2010 г. в отчете компании сообщалось о планах провести IPO с предполагаемой ценой компании более чем в 2 млрда долл.
21 июня 2011 года The Wall Street Journal сообщило о том, что «незапрошенное предложение» вынудило Hulu начать «взвешивать, продавать ли себя». 13 октября 2011 года владельцы и руководство Hulu сообщили, что не будут продавать компанию, ибо предлагаемая претендентами цена их не удовлетворила.
Выручка Hulu в 2011 году составила 420 миллионов долларов, что на 80 миллионов долларов меньше запланированного компанией. Вакантный пост генерального директора был официально занят бывшим президентом Fox Networks Майком Хопкинсом 17 октября 2013 года.
В октябре 2012 года Providence продала свой пакет акций медийным акционерам Hulu.
3 августа 2016 г. Time Warner приобрела 10-процентную долю Hulu. 15 апреля 2019 года AT&T через WarnerMedia продала свои 9,5 % акций Hulu обратно компании за 1,43 миллиарда долларов, стремясь сконцентрироваться на развитии собственного стримингового сервиса HBO Max.
Хопкинс ушел и был назначен председателем Sony Pictures TV. Главный операционный директор Fox Networks Group Рэнди Фрир был назначен генеральным директором 24 октября 2017 года.

### Под контролем Disney
В марте 2019 года Disney купила 21st Century Fox, став владельцем 60 % мажоритарного пакета в Hulu. AT&T на следующий месяц продала 10 % акций, 14 мая Comcast договорился с Disney о готовности продаже своего пакета в 33 % к началу 2024 года.
14 мая 2019 года Comcast передала контроль над своим пакетом акций в Hulu Disney, и стриминговый сервис стал подразделением Walt Disney Direct-to-Consumer & International (DTCI), в то время как Comcast стал молчаливым партнёром. В соответствии с соглашением, 33 % акций Comcast могут быть проданы Disney по справедливой рыночной стоимости уже в 2024 году. Справедливая рыночная стоимость будет определена в то время, но Disney гарантировала минимальную оценку всей компании в размере 27,5 млрд долларов . Randy Freer would report to Disney executive Kevin Mayer.
После сделки генеральный директор Disney Боб Айгер объяснил, что прямая интеграция Hulu со студиями Disney позволит увеличить инвестиции в оригинальный контент, что, в свою очередь, позволит «сделать сервис ещё более привлекательным и более ценным для потребителей». Disney заявила, что её контроль над Hulu был третьим важным компонентом её стратегии прямого обращения к потребителю, дополняющей её сервис потокового спортивного вещания ESPN+ и будущий Disney+. будет ориентирован на «общие» развлечения и контент, ориентированный на взрослую аудиторию. NBCUniversal продолжит лицензировать свой контент для службы как минимум до 2024 года, но у неё будет возможность начать перевод своих эксклюзивных соглашений с Hulu на неисключительные условия, начиная с 2020 года, и прекратить другие сделки с контентом, начиная с 2022 года.
31 июля 2019 года Disney реорганизовала структуру отчетности Hulu, передав команду Hulu Scripted Originals в ведение Walt Disney Television. Согласно новой структуре, старший вице-президент Hulu по оригинальному сценарному контенту будет подчиняться непосредственно председателю Disney Television Studios и ABC Entertainment. По состоянию на ноябрь 2019 года компаниям FX и Fox Searchlight было поручено поставлять Hulu контент. В январе 2020 года Disney упразднила роль генерального директора Hulu, а её высшие руководители подчинялись непосредственно DTCI и Walt Disney Television. 31 января 2020 года Фрир ушел с поста генерального директора Hulu, и эта должность была полностью упразднена; Топ-менеджеры Hulu теперь подчиняются непосредственно DTCI и Walt Disney Television.
В июне 2021 года сообщалось, что Comcast обвинила Disney в подрыве роста и стоимости Hulu, не участвуя в международном расширении сервиса, вместо этого создав на ряде рынков отдельный бренд Star. В августе 2021 года генеральный директор Disney Боб Чапек предположил, что Hulu, Disney + и ESPN + могут быть аналогичным образом объединены в будущем, сославшись на то, что существующее пакетное предложение услуг имеет более низкий уровень оттока, чем отдельные услуги, но в США существуют определённые ограничения на подобные планы.
7 сентября 2021 года Hulu объявила, что начиная с 8 октября цены на её основные тарифные планы (видео по требованию и просмотр без рекламы) увеличатся на 1 доллар — до 6,99 и 12,99 долларов в месяц, начиная с 8 октября. В октябре 2021 года президент Hulu Келли Кэмпбелл подала в отставку и впоследствии была назначена президентом конкурирующей службы NBCUniversal Peacock. В своем отчете о прибылях и убытках за третий квартал финансовый директор Comcast Майк Кавана заявил о Hulu, что они «счастливы участвовать в этом путешествии», и предположил, что «все будет хорошо, если мы останемся до конца, потому что я ожидаю, что ценность продолжит расти».
22 ноября 2021 года Disney и WarnerMedia достигли соглашения о том, чтобы позволить некоторым фильмам 20th Century Studios и Searchlight Pictures транслироваться на Disney +, Hulu и HBO Max в 2022 году. В тот же день The Wall Street Journal сообщил, что Comcast рассматривает возможность извлечения некоторого контента из Hulu для развития своего потокового сервиса Peacock.

## Контент

### Оригинальный
16 января 2012 года Hulu объявила, что будет транслировать свою первую программу, основанную на оригинальном сценарии, под названием Поле битвы, премьера которой состоялась в феврале 2012 года. Программа транслировалась на бесплатном веб-сервисе Hulu, а не на Hulu Plus по подписке. Поле битвы описывается как политическая драма в документальном стиле.
Чтобы продолжить свое первоначальное программирование, Hulu объявил, что в общей сложности будет семь оригинальных программ, которые планируется транслировать: "Поле битвы", "Day in the Life" и "Up to Speed"; а 19 апреля Hulu добавил в свой список еще четыре шоу: "Don't Quit Your Daydream", "Flow", "The Awesomes" и "We Got Next". Некоторые из этих программ начали выходить в эфир в 2012 году, премьера других состоялась в следующие несколько лет.
21 мая 2012 года стало известно, что Hulu запускает дискуссионную программу о кинофильмах с  Кевином Смитом Spoilers, которая начнёт выход в середине года.
4 мая 2016 года Hulu приобрела права на показ The Beatles: Eight Days a Week, ставшего первым документальным фильмом запланированной коллекции Hulu Documentary Films. Кинопремьера состоялась 15 сентября, на стриминговом сервисе - 17.

## Критика
В феврале 2021 года экс-чемпион мира в тяжёлом весе по боксу Майк Тайсон выступил с публичной критикой руководства Hulu из-за биографического мини-сериала о его жизни — «Железный Майк».